# Sultan Eid
Sultan Ali Moh'D Dame Eid (arab. سلطان علي محمد ضامن عيد ;ur. 10 października 1996) – jordański zapaśnik walczący w stylu klasycznym. Zajął szesnaste miejsce na mistrzostwach świata w 2022 roku. 
Wicemistrz igrzysk panarabskich w 2023. Piąty na mistrzostwach Azji w 2020; dziesiąty w 2018. Złoty medalista mistrzostw arabskich w 2023 i 2024; srebrny w 2018, 2019 i 2022; brązowy w 2015 roku.